# Jahreslänge
Der Terminus Jahreslänge wird von Astronomen und Geowissenschaftlern verwendet
- für die Dauer des Jahres bezüglich mehrerer Koordinatensysteme,
- sowie als Hinweis für ihre langfristige Veränderung.

Beide Aspekte beziehen sich auf das Sonnenjahr (die Dauer des Umlauf der Erde um die Sonne) und die Periode der Erdrotation bezüglich der Sonne (genauer: Ephemeridentage zu je 86.400 Ephemeridensekunden). Astronomisch sind dabei mindestens drei Werte zu unterscheiden, hinsichtlich der Ekliptik, des Sternhimmels oder des sonnennächsten Punktes der Erdbahn:

## Astronomische Jahreslängen
1. Tropisches Jahr: der Zeitraum, in dem die mittlere ekliptikale Länge der Sonne um 360° zunimmt. Er beträgt zur Epoche 2000.0 genau 365,24219052 Tage = 365 d 5 h 48 min 45,261 s und ist etwas kürzer als nach der bis 1955 gültigen Definition (von einer Frühlings-Tagundnachtgleiche zur nächsten)
2. Siderisches Jahr: die Umlaufdauer der Erde im Inertialraum, de facto also bezüglich der Fixsterne. Sie beträgt derzeit 365,2563604167 Tage = 365 d 6 h 9 min 9,54 s. Die 20,4 Minuten Unterschied kommen daher, weil die Erdachse langsam ihre Richtung ändert (siehe Präzession)
3. Anomalistisches Jahr: die Zeit zwischen zwei Periheldurchgängen der Erde. Weil sich das Perihel langsam verschiebt, ist dieses Jahr mit 365,259635864 Tagen etwa 4,7 Minuten länger als das Siderische Jahr.

Alle drei dieser Jahreslängen sind sehr langsam veränderlich:
- Erstens weil sie in Tagen gerechnet werden und sich die Erdrotation pro Jahrhundert um etwa 0,0017 Sekunden verlangsamt,
- zweitens durch säkulare Veränderungen der Planetenbahnen, und
- drittens durch den allmählichen Massenverlust der Sonne infolge der Kernfusion (Wasserstoff zu Helium) in ihrem Innern.
- Ob weitere kleine Effekte (Gravitationskonstante, Kontraktion von Himmelskörpern, interplanetares Medium usw.) existieren, ist noch ungeklärt.

## Kalenderrechnung und historische Entwicklung
Aus den astronomischen Werten haben die verschiedenen Kulturkreise auf Tage gerundete Jahreslängen definiert:
- der julianische und der gregorianische Kalender das Normaljahr mit 365 und das Schaltjahr mit 366 Tagen,
- sowie daraus abgeleitet das julianische Jahr mit 365,25 Tagen und das gregorianische mit 365,2425 Tagen.
- das islamische Mondjahr mit 12 Lunationen = 354 oder 355 Tage
- und weitere Festlegungen, siehe Kalenderrechnung.

Wie sich die Kenntnis der "wahren" Jahreslänge historisch entwickelte, sei zusammenfassend gezeigt:
- in der jüngeren Steinzeit 365 Tage
- bei den Babyloniern 365,15 bis 365,27 Tage
- bei Ptolemäus (137 n. Chr.) 365d 5h 55m
- bei den Arabern (9. Jhdt.) 365d 5h 46m 24s
- von Kepler (1620) bis zur Pariser Akademie (um 1780) 365d 5h 48m 45s.